# 창선교
창선교(昌善橋)는 경상남도 남해군 삼동면 지족리와 창선면 지족리를 연결하는 거더교이다.

## 개요
길이 438m, 너비 14.5m이다. 다리 높이는 7m이고 경간은 5개이다. 경간 사이의 최대 거리는 90m에 이른다. 1995년 12월에 개통되었다. 남해도와 창선도를 잇는 다리로 일반국도 3호선이 연결된다. 본래 1980년 6월 5일 준공된 창선교(昌善橋)가 있었으나 1992년 7월 30일 붕괴되어 그 자리에 다시 세웠다.
창선면 관광 수입에서 차지하는 비중이 큰데, 다리 위에서 바라보는 일몰은 남해12경에 들 정도로 장관을 이룬다. 또 다리 일대에는 모두 24개의 죽방렴이 설치되어 있다. 죽방렴은 약 10m 크기의 참나무를 개펄에 조밀하게 박아서 그물처럼 만든 것으로, 조류가 흘러드는 방향으로 V자형을 이루어 일단 들어온 물고기는 밖으로 나갈 수 없게 만든 원시적인 고기잡이 시설이다.
인근에 가인 공룡발자국, 내산 휴양림, 미조리의 상록수림(천연기념물 29), 남해 창선면의 왕후박나무(천연기념물 299), 물건방조어부림(천연기념물 150) 등의 볼거리가 있으며, 한려해상국립공원·상주해수욕장·미조항 등 관광지도 많다.

## 볼거리
창선교는 교통의 소통 뿐아니라 위에 올라 다리 아래서 진행되는 원시어업 형태의 죽방렴과 일몰의 아름다움을 감상할 수 있는 곳이기도 하다. 원시형태의 방법이 그대로 간직된 살아있는 민속문화재인 죽방렴은 길이 10m정도의 참나무로 된 말목을 개펄에 벌려 주렴처럼 엮어 만든 그물을 조류가 흘러오는 방향을 향해 V자형으로 벌려놓고 물살에 떠내려오는 고기를 잡는 단순한 방법으로 현재 남해군 지족해협에 유일하게 23통이 남아있어 보존가치가 높은 관광자원으로 관심을 모은다.
인근에 가인 공룡발자국, 내산 휴양림, 미조리의 상록수림(천연기념물 29), 남해 창선면의 왕후박나무(천연기념물 299), 물건방조어부림(천연기념물 150) 등의 볼거리가 있으며, 한려해상국립공원·상주해수욕장·미조항 등 관광지도 많다.

## 같이 보기
- 남해 창선대교 붕괴사고
- 남해군
- 노량대교: 국도 제19호선 이설된 다리이다.
- 창선·삼천포대교: 사천시와 남해군을 연결하는 5개의 교량(삼천포대교, 초양대교, 늑도대교, 창선대교, 단항교)을 일컫는 이름이다.
- 남해대교: 남해군과 하동군을 연결하는 5개의 교량을 일컫는 이름이다.
- 국도 제3호선
- 지족해협
- 남해죽방렴